# 格雷林-纳尔松悖论
格雷林-纳尔松悖论（英語：Grelling–Nelson paradox）是一個二律背反或語意自指悖論，由庫爾特·格雷林和伦纳德·尼尔森於1908年提出。此悖論討論「異質」（heterological，非自我描述）一詞的自我描述性。

第一個字Blue（藍色）為自我描述的形容詞，第二個Blue則是非自我描述的形容詞